# 高永亨
高永亨（—1082年），宋朝軍事人物。
出身武將家庭，高永能之弟。世守绥德，曾擔任昭武校尉。元豐五年，與徐禧守永樂城，西夏軍來襲。永亨建議夏軍渡永定河時突襲之，徐禧以為“王師不鼓不成列。”予以拒絕，而以兵萬人列陣城下。最後永樂城被西夏攻破，與兄永能皆戰死。有子高世才。